# Luke Murphy
Luke John Murphy (Macclesfield, Inglaterra, 21 de octubre de 1989) es un futbolista inglés. Juega como centrocampista en el Macclesfield F. C. de la Northern Premier League de Inglaterra.

## Trayectoria
Desde 1997 se encontraba en la cantera de Crewe Alexandra F. C., en donde debutó el 13 de diciembre de 2008 en una victoria por 1 a 0 frente al Swindon Town F. C.
Con el Crewe Alexandra F. C., en 2012, logró el ascenso a la Football League One a través de los play-offs, venciendo al Cheltenham Town F. C. por 2 a 0. Además consiguió, en 2013, el Football League Trophy, venciendo en la final al Southend United F. C. por el resultado de 2 a 0, marcando el primer gol a los 6 minutos de empezado el partido. En el club jugó hasta 2013 un total de 161 partidos, y llegó a convertir 21 goles. En junio de ese año fue transferido por un millón de libras al Leeds United F. C.
En el Leeds firmó un contrato por 3 años, y en su primera temporada, la 2013-14, disputó un total de 36 partidos y marcó 3 goles.

## Clubes
| Club                         | País       | Año       |
| ---------------------------- | ---------- | --------- |
| Crewe Alexandra F. C.        | Inglaterra | 2008-2013 |
| Leeds United F. C.           | Inglaterra | 2013-2018 |
| Burton Albion F. C. (cedido) | Inglaterra | 2017      |
| Burton Albion F. C. (cedido) | Inglaterra | 2017-2018 |
| Bolton Wanderers F. C.       | Inglaterra | 2018-2020 |
| Crewe Alexandra F. C.        | Inglaterra | 2020-2022 |
| Macclesfield F. C.           | Inglaterra | 2022-     |